# Homosexualität in Israel

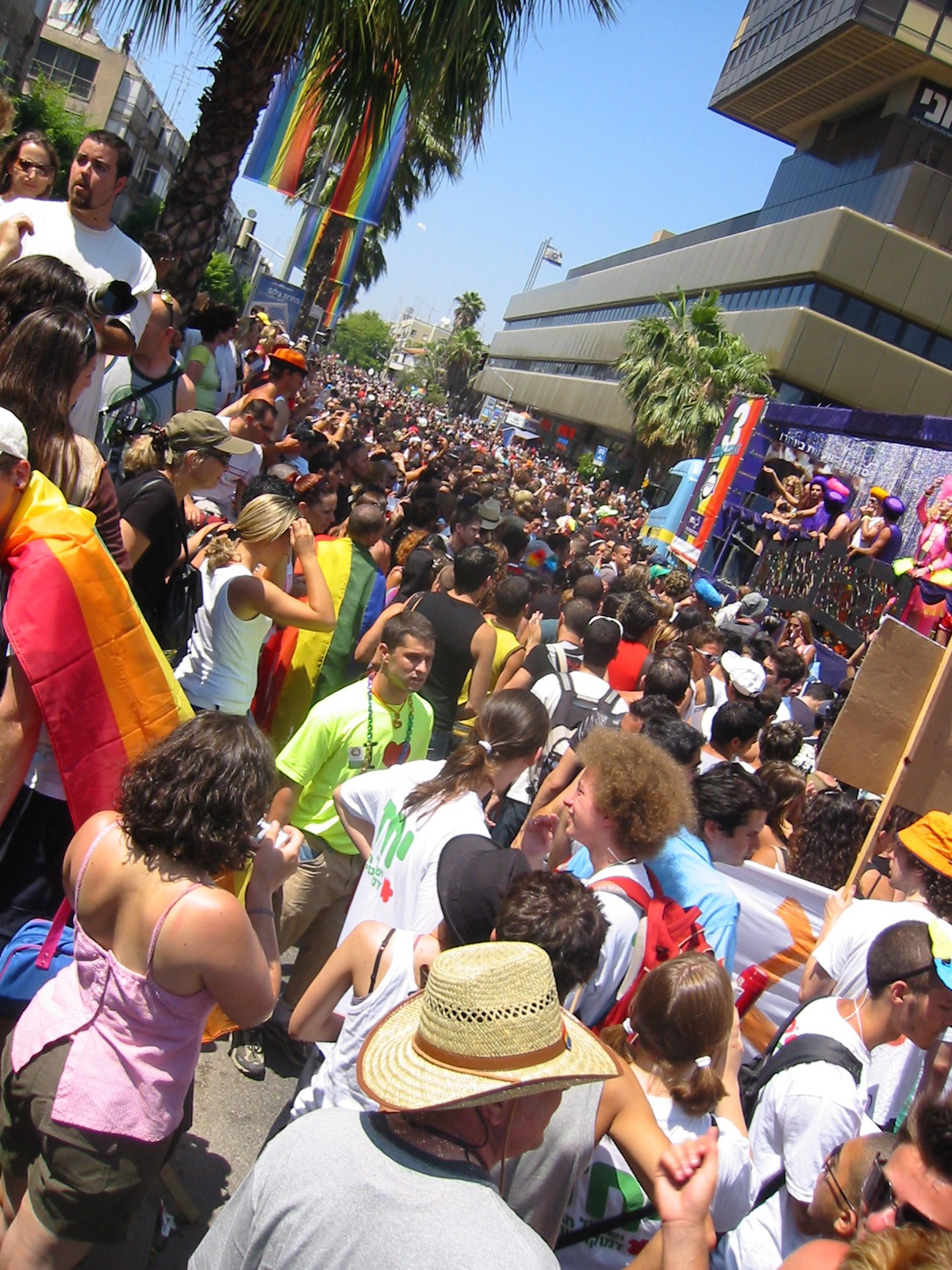
Szene der Tel Aviv Pride, 2004

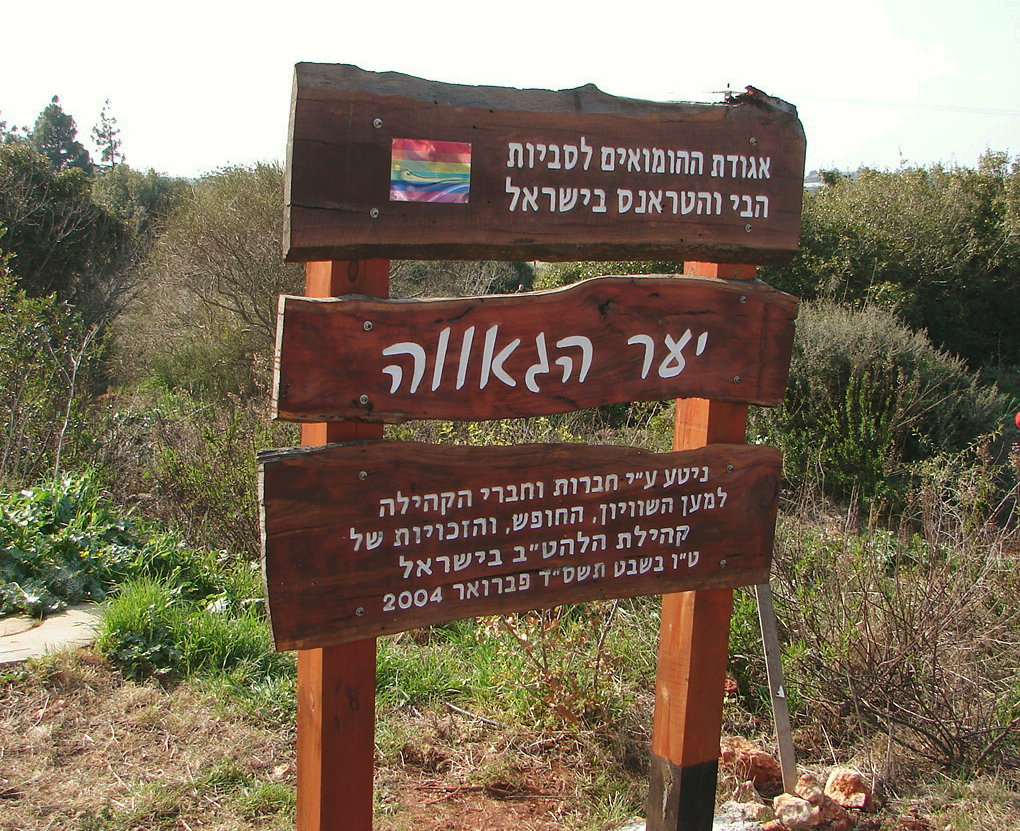
Hinweisschilder / Widmung für die israelische LGBT Gemeinde im Ja'ar ha-Ga'ava („Wald des Stolzes“)

Homosexualität in Israel beschreibt die komplexe Situation von Lesben und Schwulen in Israel.
Dabei galten in der Anfangszeit Israels noch die Sodomiegesetze der Mandatszeit. Diese Strafgesetze wurden früh nicht mehr vollstreckt und am 1. März 1988 abgeschafft. Nach 1993 haben die unter dem Stichwort LGBT (Lesbians, Gays, Bisexuals und Transgender) zusammengefassten Gruppen sowohl zur Regierungszeit des Likud-Blocks als auch unter der Labor-Partei weitreichende Verbesserungen in Politik, Recht und Gesellschaft erringen können. In Urteilen des Obersten Gerichts von 1993 und 1994 gegen die Armee und El Al wurde die Gleichstellung ausgebaut: Seither nimmt die israelische Armee Bewerber ohne Unterscheidung der sexuellen Orientierung an, die alle Ränge bis zum General bekleiden.
Vorbehalte gibt es nach wie vor unter anderem in den stark religiösen und orthodox orientierten Gesellschaftsbereichen und den zugehörigen Siedlungen. Es kam auch danach noch zu vereinzelten gewaltsamen Übergriffen, etwa auf die Gay-Pride-Parade in Jerusalem 2015 und juristischen Auseinandersetzungen.
In Israel genießen LGBT die fortgeschrittensten Rechte und weitestgehende Emanzipation im Vergleich aller Länder des Nahen Ostens. Israel war zudem das erste Land in Asien, das 2001 Homosexuelle durch ein Antidiskriminierungsgesetz schützte. Gegen erhebliche Widerstände wurde ebenso die Adoption durch gleichgeschlechtliche Paare ermöglicht. Eine eingetragene Partnerschaft ist möglich, eine Ehe als solche nicht.
Speziell Tel Aviv gilt dem Magazin Out zufolge als „Schwulenhauptstadt des Mittleren Ostens“ und wurde 2011 als eine der schwulenfreundlichsten Städte weltweit bezeichnet.

## Lebenspartnerschaften und Ehen
Seit 2002 kann man in Tel Aviv seine homosexuelle Partnerschaft eintragen lassen und bekommt zusätzliche kommunale Vergünstigungen. Ein Gerichtsurteil des Obersten Gerichts vom 21. November 2006 legt fest, dass im Ausland geschlossene „Homo-Ehen“ Gültigkeit haben. Homosexuelle Paare haben Steuerprivilegien wie heterosexuelle Paare sowie das Adoptionsrecht. Dabei muss in Israel die homosexuelle Partnerschaft nur glaubhaft gemacht werden, während eine offizielle juristische Verpartnerung nicht erforderlich ist und aufgrund der Begrenzungen durch das Standes- und Zivilrecht in Israel selbst nicht möglich wäre. Seit 2013 wurde im Parlament ein Gesetzentwurf zum Ausbau der staatlichen Anerkennung homosexueller Partnerschaften zur Eingetragenen Partnerschaft (unabhängig von der sexuellen Orientierung) beraten. Der Gesetzentwurf scheiterte im Juli 2015. Am 6. November 2023 beschloss die Knesset mit 2/3-Mehrheit, dass homosexuelle Partner gefallener Soldaten dieselbe Unterstützung bekommen wie verwitwete heterosexuelle Ehepartner. Sie folgte damit der Petition von Omer Ohana, dessen Verlobter Hauptmann Sagi Golan in den ersten Tagen nach dem Terrorangriff der Hamas auf Israel 2023 gefallen war.
Im November 2005 wurde einer lesbischen Ehefrau die Adoption des Kindes ihrer Partnerin erlaubt, welches durch einen anonymen Samenspender gezeugt wurde. Dieser Entscheid wurde von den jüdisch-orthodoxen Parteien stark kritisiert, welche jedoch im Parlament in der Minderheit sind.
Im Juni 2012 beschloss das Komitee der konservativen jüdischen Gemeinschaft einstimmig, gleichgeschlechtliche Verpartnerungen in einem Gottesdienst zuzulassen. Während das liberale Judentum dies schon längere Zeit ermöglicht, wird es nur noch von den orthodoxen Gemeinschaften strikt abgelehnt.
Ausländische homosexuelle Partner von Israelis bekommen seit dem Jahr 2000 – auch ohne juristische Verpartnerung – zunächst ein zeitlich befristetes Wohnrecht in Israel, das nach Jahren in den unbefristeten Status und schließlich in die israelische Staatsbürgerschaft umgewandelt werden kann. Seit August 2014 muss jeder mit einer jüdischen Person offiziell verheiratete Homosexuelle die israelische Staatsbürgerschaft auf Antrag gleich erhalten.
Seit Mai 2015 behandelt die israelische Armee homosexuelle Paare (auch ohne staatliche Verpartnerung) mit Kind wie entsprechende heterosexuelle Paare: Beide müssen nie gleichzeitig zum Reservedienst (der für viele jedes Jahr einen Monat umfasst), damit sich einer der beiden Partner um das Kind kümmern kann.

## Entwicklung der gesellschaftlichen Situation homosexueller Menschen
Das hier bis 1918 regierende türkische Osmanische Reich entkriminalisierte Homosexualität schon 1852. Seit 1936 stellten die so genannten Sodomie-Gesetze der britischen Mandatszeit, die offiziell bis 1988 Rechtskraft hatten, Homosexualität wieder unter Strafe. Allerdings gab es in den 1920er-Jahren parallel dazu eine starke sexualemanzipatorische Strömung: Besonders ist hier der Tel Aviver Arzt Chaim Berlin zu nennen, der im Sinne des schwulen, jüdischen Sexualwissenschaftlers Magnus Hirschfeld für die gesellschaftliche Akzeptanz der Homosexualität warb. Nach einer Vortragsreise im Februar/März 1932 bestätigte Hirschfeld diese liberale Grundströmung in seinem Reisetagebuch. Die israelische Gewerkschaftszeitung Davar würdigte Hirschfeld in einem Nachruf 1935 dafür, dass er „den Menschen aus körperlichem und psychischem Leid und sozialen Qualen befreien“ wollte, und reiht ihn unter die Menschen ein, die „viel für das Gut der Menschlichkeit arbeiten“. 1932 gründete Avraham Matmon, der im Rahmen seiner medizinischen Ausbildung an Hirschfelds Institut für Sexualwissenschaften tätig war, in Tel Aviv ein gleichnamiges Institut, das sich der Sexualberatung und -reform widmete.
Anfang der 1940er-Jahre brachte der Dichter Jiří Mordechai Langer einen weiteren homosexuellen Impuls nach Israel. Er war der Erste, der auf Neuhebräisch und unter Einbeziehung des Landes Israel dichterisch Homosexualität positiv darstellte.
Auch nach der Gründung des Staates Israel wurden die Strafgesetze aufgrund des Drucks der starken religiösen Parteien lange nicht aufgehoben. In der Realität aber galt: “The Jewish state indeed never tried anyone for having homosexual sex, even when this was nominally illegal.” Israelische Generalstaatsanwälte gaben 1953 (Chaim Cohn) und 1972 (Meir Shamgar) ausdrücklich Anweisung, diese Paragrafen bei Erwachsenen nicht anzuwenden. Seit den 1990er Jahren hat sich die Situation und die gesellschaftliche Anerkennung von LGBT nochmal deutlich verbessert.

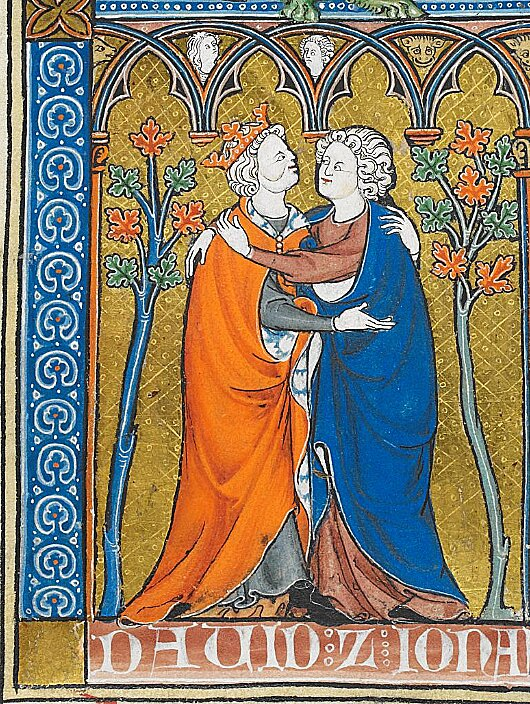
David and Jonathan in
„La Somme le Roy“, 1290

1975 gründete sich die SPPR (Society for the Protection of Personal Rights), um für die Rechte von Schwulen und Lesben zu kämpfen. Die immer noch aktive Gruppe wurde später in Agudah umbenannt. (אגודה ‚Verband‘)
Am 17. September 1977 fand, von der Agudah unterstützt, der erste öffentliche queere Event „Aliziada“ im Yarqon-Park im Norden Tel Avis statt.
Seit 1993 hatte die homosexuelle Gemeinschaft in Jael Dajan, Parlaments-Abgeordnete für die sozialdemokratische Awoda und Tochter des Generals Mosche Dajan, eine aktive Fürsprecherin.
Sie traf nicht nur als erste Knessetabgeordnete mit der PLO zusammen, sondern lud zum ersten Mal Schwule und Lesben offiziell in das israelische Parlement ein. Dajans Begründung, die die Trauerrede des biblischen König David für seinen Freund Jonathan den religiösen Parteien als Mahnung zur Toleranz gegenüber Schwulen und Lesben vorhielt, erzeugte einen handfesten Skandal und gilt als Wendepunkt im Umgang mit LGBT in der israelischen Öffentlichkeit.
Internationale Aufmerksamkeit erhielt die israelische LGBT-Community 1998 durch den Sieg der transsexuellen Dana International beim Eurovision Song Contest im Jahr 1998. Ihrer Nominierung waren Auseinandersetzungen um die Entsendung einer Transsexuellen vorausgegangen, die vor allem von strenggläubigen Juden abgelehnt wurde.
Die Organisation „Israel Gay Youth“ (IGY) wurde im Jahr 2002 gegründet, unter anderem von Gal Uchovsky.
2002 wurde Professor Uzi Even für die sozialistische Partei Meretz als erster offen schwuler Abgeordneter in das Parlament Knesset gewählt. Dieser hatte sich als Major der Reserve bereits zuvor für die Gleichbehandlung in der israelischen Armee eingesetzt.
Zum bisher schlimmsten Anschlag auf Homosexuelle in Israel kam es am 1. August 2009 in Tel Aviv: Eine bis heute nicht gefasste Person schoss mit einem Gewehr auf Besucher eines schwul-lesbischen Zentrums und tötete dabei zwei Menschen. Es kam zu Solidaritätskundgebungen innerhalb und außerhalb Israels. Die Tat erfuhr eine breite Ablehnung in weiten Teilen der israelischen Politik und Gesellschaft.
Lee Walzer hält in seinem Buch Between Sodom and Eden fest, dass sowohl zur Regierungszeit des Likud-Blocks als auch unter der Arbeitspartei weitreichende Verbesserungen für die Lesben und Schwulen in Politik und Recht errungen wurden. „Israel’s lesbian and gay community has achieved far-reaching political and legal victories under both Likud- and Labor-led governments.“

## Aktuelle gesellschaftliche und politische Situation
Israel hat eine aktive Gay-Community, die seit 1998 jährlich im Juni einen Gay Pride in Tel Aviv organisiert, seit 2002 in Jerusalem, in Haifa seit 2007 und in Beʾer Scheva seit 2010. Die Parade in Jerusalem zog im Jahr 2005 international Aufmerksamkeit auf sich, als der ultra-orthodoxe jüdische Extremist Yishai Schlissel drei Teilnehmer der Parade mit einem Messer verletzte. Er wurde zu zwölf Jahren Haft verurteilt. Der Versuch des Bürgermeisters von Jerusalem, die Parade zu verhindern, wurde im Juni 2005 gerichtlich angefochten. Der Bürgermeister verlor den Prozess und musste die Veranstaltung finanziell unterstützen. Gegen die ebenfalls 2005 geplante überregionale World Pride gab es Anschlagsdrohungen. Auch Vertreter der in Jerusalem vertretenen großen Religionsgemeinschaften Judentum, Christentum und Islam sowie Abgeordnete der Knesset stemmten sich gegen die Veranstaltung, die dann allerdings wegen des Rückzuges Israels aus dem Gazastreifen zunächst abgesagt wurde, um die Sicherheitskräfte nicht zu überfordern. Trotz andauernder Widerstände wurde der World Pride schließlich 2006 in Jerusalem gefeiert.
Seit 2006 wird in Tel Aviv jährlich das queere Tel Aviv GLBT Film Festival TLVFest gefeiert.
Es existiert die Drag-Queen-Gruppe „Pe'ot Qedoshot“ (Holy Wigs). Jährlich findet das Drag-Festival „Wigstock“ statt. Seit 2011 besteht das nach der im Februar 2017 verstorbenen Transsexuellen Gila Goldstein benannte „Gila-Projekt für Transgender Empowerment“.
Laut Out ist Tel Aviv die Schwulenhauptstadt des Nahen Ostens. In gleicher Weise ließ die israelische Botschaft 2010 in Berlin Broschüren verteilen, in denen sie damit wirbt, dass „Tel Aviv […] aufgrund seiner Offenheit auch gegenüber Homosexuellen als Schwulenhauptstadt des Nahen Ostens gilt“.
Israel gehörte im November 2010 zu der Minderheit der Staaten, die in der UN-Vollversammlung für die Ächtung der Todesstrafe auch aus Gründen der sexuellen Orientierung stimmten. Im März 2011 unterzeichnete Israel mit 85 anderen Staaten eine UN-Erklärung, die Gewalt gegen Menschen abweichender sexueller Orientierung ablehnt.
Dennoch gibt es politische Kräfte in Israel, die vor allem offen sichtbare Homosexualität ablehnen. 1997 verglich Präsident Ezer Weizman Homosexualität mit Alkoholismus. Dies führte zu Auseinandersetzungen, Demonstrationen und Rücktrittsforderungen gegenüber Weizmann, der sich schließlich für seine Äußerungen entschuldigte.
Am 20. Februar 2008 machte der Knessetabgeordnete Schlomo Benizri, Angehöriger der mit Premierminister Ehud Olmert koalierenden ultraorthodoxen Schas-Partei, Homosexuelle für das Auftreten von Erdbeben in der Region verantwortlich und forderte zur Prävention der Beben die Rücknahme liberaler Gesetze für homosexuelle Paare. Die Forderung blieb unerfüllt.
Jedoch haben sich in den letzten Jahren in Israel auch religiös-queere Gruppen gegründet: 2004 Bat-Kol, für Lesben, 2007 Havruta für alle religiösen Queers. Hod, 2008 zur Unterstützung orthodoxer Queers gegründet, hat eine konservativere Ausrichtung. Seit 2011 wirkt Yiscah Sara Smith, orthodoxe Transfrau, öffentlich für Akzeptanz. (Ihre Autobiografie: siehe „Literatur“)
Im Juni 2012 wurde Rainball Tel Aviv gegründet, der erste schwule Fußballklub der gesamten Region, in dem zudem noch queere Juden und Araber zusammenkommen.
Am 10. Dezember 2013 erhielt Tel Aviv als erste Stadt in Israel und im ganzen Nahen Osten beim „Weißen Haus“ (siehe oben) ein – von Bürgermeister Ron Huldai eingeweihtes – Mahnmal für wegen ihrer Sexualität verfolgte Opfer des Nationalsozialismus. Das Denkmal hat die Form eines Rosa Winkels und soll an die Kennzeichnung homosexueller Häftlinge in Konzentrationslagern während der Zeit des Nationalsozialismus erinnern. Auf einer Seite des rosa Winkels steht in deutscher Sprache: „Den Opfern des Nationalsozialismus, die wegen ihrer sexuellen Orientierung und geschlechtlichen Identität verfolgt wurden“. Außerdem wird der verfolgten schwulen Juden Magnus Hirschfeld (siehe oben), Gad Beck und Walther Gutman gedacht.
Gemäß dem im Mai 2015 veröffentlichten Gay-Happiness-Index rangiert Israel weltweit auf Platz 7.
Seit Dezember 2015 gibt es mit dem Nachrücker Amir Ohana das erste Mal einen offen schwulen Abgeordneten der rechten Likud-Partei im israelischen Parlament, seit Juni 2019 das erste Mal einen offen schwulen Minister in der Geschichte Israels (zunächst Justizminister, seit Mai 2020 Minister für Öffentliche Sicherheit), seit Dezember 2022 den ersten schwulen Präsidenten der Knesset. Ohana ist gleichzeitig Vorsitzender der LGBT-Vereinigung des Likud, und seine Familie besteht aus seinem Ehemann und zwei eigenen Kindern.
Im Mai 2016 traten „im Habima, dem Nationaltheater von Tel Aviv, […] zum ersten Mal in Israel elf transsexuelle Frauen zu einer Misswahl an […] als Auftakt zur ‚Gay Pride‘-Woche“. Die Organisatorin Israela Stephanie Lev sagte: „Transgender sind heute in Israel Richterinnen, Ärztinnen, Journalistinnen, sie sind überall.“
Die Teilnehmerzahl der jährlichen Tel Aviver Pride Parade im Juni wuchs zuletzt stark. Der Münchner Kommunalpolitiker Marcel Rohrlack fasst die Eindrücke seines Besuchs 2016 zusammen: „An jedem Laternenmast, in jedem Schaufenster, in der ganzen Stadt: Regenbogenfahnen! […] die große Parade der Schwulen und Lesben gefeiert – mit 200 000 anderen Demonstranten.“
Im City Museum Haifa wird von Februar 2021 bis März 2022 die Ausstellung „‚What Will The Neighbours Say?‘ Queer Life in Haifa 1932-2007“ gezeigt. Ziel ist es, der queeren arabischen Gemeinschaft einen angemessenen Platz zu geben; schwule, lesbische, transidente Menschen gleichberechtigt zu würdigen; schließlich zu zeigen, dass Tel Aviv nicht der einzige queerfreundliche Ort Israels ist.
Seit Januar 2022 können alle Israelis, auch gleichgeschlechtliche Paare, den Dienst einer Leihmutter in Anspruch nehmen, wie der homosexuelle Gesundheitsminister Nitzan Horowitz mitteilte.
Im Februar 2022 wurden Konversionstherapien verboten.
2023 ist die queere Szene so etabliert, dass es an die 100 Pride-Veranstaltungen gibt, auch in kleinen Städten wie Katzrin oder Mitzpe Ramon.
Laut einer aktuellen Studie (2023) lehnt eine Mehrheit der Israelis die gleichgeschlechtliche Ehe ab. Auch die rechts-religiösen und ultra-orthodoxen Parteien in der Knesset sprechen sich gegen eine „Ehe für alle“ aus.
Laut einem Artikel in Haaretz sind Erpressung und Nötigung unschuldiger LGBTQ-Palästinenser in den besetzten Gebieten eine gängige Praxis der israelischen Geheimdienste. Die Tageszeitung zitiert einen Wehrdienstverweigerer der Einheit 8200 der israelischen Armee, in der Soldaten unter anderem speziell dafür ausgebildet werden:
“Ziel ist es, durch Abhören den kleinsten Hinweis auf die Sexualität einer beliebigen Person aufzuspüren und diesen gegen sie zu verwenden. Dann zerstört die moralischste Armee der Welt das Leben dieser Person, nur weil sie schwul ist. Durch diese Praxis wird auch jede LGBTQ-Person in den besetzten Gebieten als potenzieller Kollaborateur angesehen, was die Lage dieser ohnehin schon verfolgten Gemeinschaft noch weiter verschlimmert.”
2024 erging in Tel Aviv ein Gerichtsurteil, dass Palästinenser, die aufgrund ihrer sexuellen Orientierung verfolgt werden, in Israel um Asyl ansuchen können. Das israelische Außenministerium bewarb das Urteil auf Twitter (“Israel for Queers ... We will always stand for humanity”), löschte den Eintrag jedoch kurz darauf, und Innenminister Moshe Arbel erklärte, er werde Berufung gegen das Urteil einlegen lassen.

## LGBTQ-Zentren
Tel Aviv:
- LGBTQ Community Center[69] (städtisch finanziert[70], auch „Bayit Lavan“ (Weißes Haus) genannt) im Gan (Park) Me'ir seit 2008. (Seit 1975 bestand schon die queere Organisation Agudah mit einem kleinen Zentrum in Tel Aviv.)

- Trans Center: Mordechaj-Anielewicz-Str 62

Großraum Tel Aviv (Gusch Dan):
- Kfar Saba: Nachschon-Str 9

- Ramat Gan: Bialik-Str 42

- Jerusalem: Jerusalem Open House (Bayit Patuach), das 1997 gegründet wurde und sich gegenwärtig in der HaSoreq-Str 2 befindet.

- Be'er Sheva: Pride House of Be'er Sheva, seit 2023 im neuen Gebäude in der Histadrut-Str 36 (Altstadt), gegründet 1999.

- Haifa: The Communities' House for Pride and Tolerance, seit 2017 im städtischen Gebäude in der Masada-Str 6.

Die Zentren stehen auch arabischen queeren Gruppen offen.

## Die Situation der arabischen Bevölkerung Israels und in den besetzten Gebieten
Bei den arabischen Israelis, die rund 20 % der Bevölkerung ausmachen, erleben Homosexuelle – vor allem im dörflichen Umfeld – eine starke Ablehnung. Von ihren gewählten arabischen Abgeordneten werden sie nicht offen unterstützt. So befürwortete Tawfiq Khatib ausdrücklich eine Ausgrenzung von Homosexuellen: „Ich bin froh, dass die [arabische] Gemeinschaft diese Abartigen ausstößt. Sie sollen sich wie Fremde bei uns fühlen.“
Im Mai 2016 wurde zur „Miss Trans Israel […] eine arabischstämmige Katholikin […] Ta’alin Abu Hanna aus Nazareth“.
Im Juni 2020 spendete die arabische Lebensmittel-Unternehmerin Julia Zaher aus Nazareth einen größeren Betrag für eine Not-Hotline für homosexuelle, queere Araber. Mehrere arabische Ladenbesitzer verkauften aus Protest ihre Tahina nicht mehr.
Homosexuelle Palästinenser aus dem Gazastreifen schilderten im Jahr 2019 ihre schwierige Lage, verfolgt und teilweise mit dem Tod bedroht von der Hamas-Regierung, aber auch von der Gesellschaft und der eigenen Familie. In den Palästinensischen Autonomiegebieten, in denen für die inneren Angelegenheiten eigene arabische Beamte zuständig sind und Israel sich nur die militärische Kontrolle vorbehält, ist Homosexualität nach dem britischen Mandatsrecht strafbar. Inwieweit dies in konkrete staatliche Verfolgung mündet, ist nicht bekannt; die Behörden und politischen Gruppierungen tendieren dazu, das Thema zu ignorieren. Allerdings wird von Übergriffen, Folter und Morden von Polizeistationen und Todesschwadronen berichtet. Viele fliehen deshalb illegal nach Israel und enden oft obdachlos – Schätzungen zufolge waren es im Jahr 2006 etwa 500 – auf den Straßen.
1995 ließ Ministerpräsident Jitzchak Rabin einem Palästinenser aus dem Gazastreifen das dauerhafte Aufenthaltsrecht in Israel erteilen, damit dieser mit seinem israelischen Partner zusammenleben konnte.
Ganz ähnlich gewährte 2008 die israelische Militärverwaltung einem schwulen Palästinenser aus dem autonomen Jenin die Genehmigung, sich in Israel aufzuhalten und mit seinem israelisch-jüdischen Partner in Tel Aviv zu leben, was die Behörde ausdrücklich als Ausnahme bezeichnete.
2001 gründete sich die palästinensische queere Gruppe AlQaws (deutsche Übersetzung: „Der Regenbogen“), die sich für die Rechte palästinensischer queerer Menschen in Israel und in den Autonomiegebieten einsetzt. Die Gruppe gründete sich als palästinensische Gruppe innerhalb der israelischen LGBT-Organisation Jerusalem Open House, spaltete sich 2005 jedoch aus politischen Differenzen ab, um sich sowohl für LGBT-Rechte als auch gegen die israelische Besatzung einsetzen zu können. Sie betreibt Räumlichkeiten in Haifa, Jaffa, Ostjerusalem und Ramallah und organisiert Bildungsprogramme, Community- und Kulturveranstaltungen sowie Kampagnen gegen Pinkwashing. Im August 2019 schränkte die palästinensische Autonomieverwaltung die Arbeit der Organisation kurz ein, die Polizei widerrief aber später zum Ende des Monats diese Entscheidung.
2019 wurde "Al-Bait Al-Mokhtalef" ("Das Haus des Unterschiedes") gegründet, um LGBT-Arabern zu helfen, die in der Westbank, in Gaza und in Israel in ihrer Lebenswelt diskriminiert und bedroht werden.

## Vorwurf des Pinkwashing
Der israelischen Regierung wird von einigen Aktivisten und Akademikern sowie von der zum Israelboykott aufrufenden „BDS-Bewegung“ ein Pinkwashing vorgeworfen, siehe Pinkwashing#Israel, also nicht strukturelle verankerte zu inkludieren, sondern sich nur oberflächlich als LGBTQ+-freundlich darzustellen.

## Zeitschriften
Als erste wurde „Natif Nosaf“ (נתיב נוסף ‚Alternativer Weg‘) von 1991 bis 1994 von der Agudah herausgegeben. „HaSeman HaVarod“ (הזמן הוורוד ‚Die rosa Zeit‘) war von 1996 bis Februar 2008 eine Monatszeitschrift aus Tel Aviv (2004 hieß sie kurzzeitig „HaSeman HaChadash“ (הזמן החדש ‚Die neue Zeit‘)); danach neu gestaltet und zu „HaIr beVarod“ (העיר בורוד ‚Die Stadt in Rosa‘) umbenannt unter dem Dach der Verlagsgruppe der Zeitung Haaretz, wurde sie im Oktober 2010 eingestellt.
Von der Organisation Qla"f (Abk. für "Lesbisch-feministische Gruppe") wurde von 1989 bis 2001 die Zeitschrift „Qla"f chasaq“ (קל"ף חזק ‚Starke Qla"f-Gruppe‘) herausgegeben und von 2001 bis 2003 das Magazin Pandora (פנדורה).
Seit Oktober 2010 existiert keine israelweite queere Zeitschrift.

### Berichte
- Yossi Klein Halevi, übersetzt von Leo Bauer: Flüchtlingsstatus – Bericht über schwules Leben in Palästina, im Original erschienen am 19. August 2002 in The New Republic und am 19. September 2002 in East Bay Voice (deutsch)
- Chas Newkey Burden: Tel Aviv, the final gay frontier – Kurzbericht über das schwule Leben in Israel, 8. Januar 2007 (englisch)

### Informationsseiten
- LGBT-News auf Israel-Live
- Queers in Israel
- Gay Israel (englisch)
- Gay Tel Aviv: Reiseinformationen (englisch)